# Distretto di Šumilina
Il distretto di Šumilina (in bielorusso Шумілінскі раён?) è un distretto (raën) della Bielorussia appartenente alla regione di Vicebsk.